# Srb
Srb (em sérvio:  Срб) é uma vila localizada na parte sudeste de Lika, na Croácia, até 2011 dividida administrativamente em Donji Srb (população 255, censo de 2001) e Gornji Srb (população 79, censo de 2001).  Srb fica no vale do rio Una, na estrada de Donji Lapac para Knin, e a leste de Gračac. Atualmente faz parte do município de Gračac e do Condado de Zadar.

## Nome
Segundo o linguista e acadêmico croata Petar Šimunović, etimologicamente é um hidrônimo que deriva do antigo verbo croata "serbati", que denota a "nascente" do rio Una.  Como os sérvios (Sorabos) são mencionados nos Anais Reais Francos no contexto da fuga de Ljudevit Posavski para eles, existe uma teoria de que uma tribo sérvia poderia ter existido na área de Srb em algum momento do século IX, e que Srb foi nomeado em sua homenagem, mas a escassez de registros históricos fez com que vários historiadores divergissem nas interpretações dessa menção.  Esse relato provavelmente se refere a algum lugar na Bósnia central ou oriental. 

## História

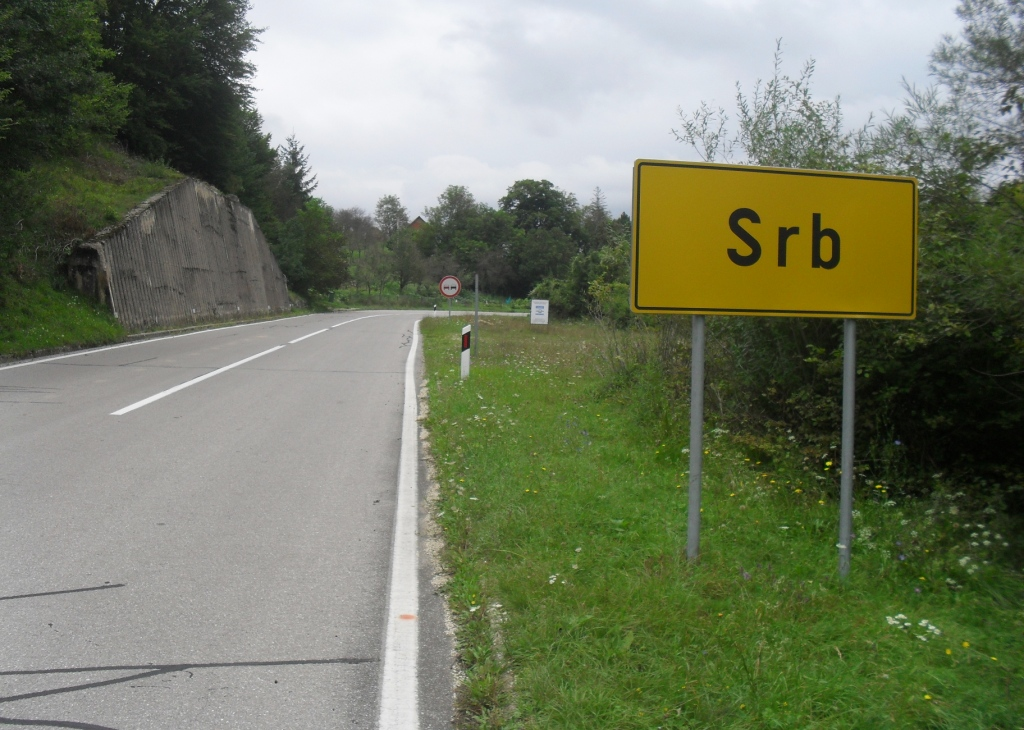
Placa de trânsito na entrada da vila

No período medieval, o assentamento era o centro da pequena župa de Srb, que fazia parte de uma župa maior de Pset do Ducado e Reino da Croácia.  Nos séculos XIII e XIV, a župa foi governada por Paulo I Šubić de Bribir e pela família Nelipić.  No século XIV é mencionada como cidade porque um documento do ano de 1345 menciona que ela pertenceu ao rei húngaro-croata como uma fortaleza-cidadela real, (em latim: castra nostra regalia, videlicet Tininium ... castrum Szereb ... castrum Unach vocata cum Corum supatibus et pertinensiis).  Esta cidade foi construída em uma colina bem acima do riacho Sredice, onde suas ruínas ainda estão hoje. Os župa tinham uma mesa de tribunal nobre de pelo menos três juízes e, embora os županos possivelmente fossem da antiga tribo nobre croata de Gusić, os nobres croatas (plemenitimi H'rvati) da suposta tribo de Srbljani mencionada em 1451 eram Marko e Martin Dijanišević, Juraj Henčić, Vojin Matijašević, Vlatko Anić e Jandrij Kovač.  
Devido à conquista otomana em 1520, a maior parte da população antiga fugiu para o norte da Croácia e foi substituída pelos pastores valáquios. Alguns dos descendentes da nova população também emigraram para Žumberak, enquanto outros se mudaram para o norte da Dalmácia ou se converteram ao islamismo.  Do nome do assentamento deriva o sobrenome da família Srbljanin.  Como no século XVII se situava num cruzamento entre Lapac, Bihać e Udbina, no forte foi atribuída uma unidade militar, sob a qual surgiu um assentamento muçulmano com cerca de 100 casas.  Após o Tratado de Sistova (1791), a área de Srb tornou-se parte da Fronteira Militar Croata, o que resultou na emigração da população muçulmana através do rio Una para o Eialete da Bósnia e no repovoamento da terra desolada pelos sérvios ortodoxos. 
Após a invasão da Iugoslávia na Segunda Guerra Mundial, Srb tornou-se parte do Estado Independente Fascista da Croácia. Em 27 de julho de 1941, uma revolta começou em Srb, organizada pela população sérvia local, a revolta de Srb. Os organizadores, incluindo o comandante do esquadrão Lapac, Stojan Matić, não eram todos partisans comunistas, e suas represálias imediatas contra os Ustaše também terminaram com vítimas aleatórias de croatas e muçulmanos, das quais Marko Orešković mais tarde se arrependeu. A data foi, no entanto, comemorada na República Socialista da Croácia (1945–1990) como o Dia da Revolta dos Povos da Croácia ( em croata: Dan ustanka naroda Hrvatske). 
Em 25 de julho de 1990, uma assembleia de aproximadamente 100.000 sérvios croatas foi realizada em Srb.  Foi publicada uma declaração que estabeleceu uma Assembleia Sérvia, com sede em Srb, como representante político da nação Sérvia na Croácia, e o Conselho Nacional Sérvio como órgão executivo da Assembleia.  O político sérvio croata Jovan Rašković anunciou que um referendo seria realizado na comunidade sérvia em 18 de agosto  Durante a Guerra da Independência da Croácia, foi ocupada pelas forças da autoproclamada República Sérvia de Krajina até 1995, quando a maior parte da população sérvia fugiu devido à Operação Tempestade em 1995. 

## População
De acordo com o censo de 2011, Srb tinha 472 habitantes.  Para dados populacionais detalhados do último censo iugoslavo de 1991 e do último censo austro-húngaro de 1910, veja os antigos assentamentos de Donji Srb e Gornji Srb.
| População Histórica (1857-2021)         | População Histórica (1857-2021) | População Histórica (1857-2021) | População Histórica (1857-2021) | População Histórica (1857-2021) |
| --------------------------------------- | ------------------------------- | ------------------------------- | ------------------------------- | ------------------------------- |
|                                         |                                 |                                 |                                 |                                 |
| 1857                                    | 1857                            |                                 | 861                             | 861                             |
| 1869                                    | 1869                            |                                 | 1043                            | 1043                            |
| 1880                                    | 1880                            |                                 | 1058                            | 1058                            |
| 1890                                    | 1890                            |                                 | 1121                            | 1121                            |
| 1900                                    | 1900                            |                                 | 1240                            | 1240                            |
| 1910                                    | 1910                            |                                 | 1257                            | 1257                            |
| 1921                                    | 1921                            |                                 | 1302                            | 1302                            |
| 1931                                    | 1931                            |                                 | 1395                            | 1395                            |
| 1948                                    | 1948                            |                                 | 971                             | 971                             |
| 1953                                    | 1953                            |                                 | 930                             | 930                             |
| 1961                                    | 1961                            |                                 | 956                             | 956                             |
| 1971                                    | 1971                            |                                 | 1156                            | 1156                            |
| 1981                                    | 1981                            |                                 | 1227                            | 1227                            |
| 1991                                    | 1991                            |                                 | 1454                            | 1454                            |
| 2001                                    | 2001                            |                                 | 334                             | 334                             |
| 2011                                    | 2011                            |                                 | 472                             | 472                             |
| 2021                                    | 2021                            |                                 | 301                             | 301                             |
| Fontes: Gabinete Croata de Estatísticas |                                 |                                 |                                 |                                 |